# Harold Seymour
Harold Seymour, né en 1910 et décédé le 25 septembre 1992, est un historien américain du baseball. Docteur en histoire, il consacre ses recherches au baseball et sa thèse de doctorat (The Rise of Major League Baseball to 1891 en 1956) à Université Cornell lui sert de point de départ à une étude qui lui fera couvrir l'ensemble de l'histoire du jeu, des origines à nos jours. Il achève son œuvre en 1990 et meurt deux ans plus tard.

## Biographie
Surnommé le "Gibbon du Baseball" en référence à l'historien britannique Edward Gibbon par Robert Cantwell dans Sports Illustrated, Harold Seymour est un pionnier dans l'étude historique du baseball. Il appuie notamment Robert W. Henderson, auteur de Ball, Bat, and Bishop en 1947, qui était hostile au mythe de Cooperstown. 
Seymour est le premier historien à étudier en détail les débuts du baseball professionnel. Il étudie notamment des textes laissés par Harry Wright. Son premier ouvrage édité en 1960 basé sur sa thèse de doctorat (1956) fait ainsi figure de première étude critique des débuts du baseball. Très bien accueilli par les lecteurs, Henderson en tête qui le qualifie de premier livre d'histoire du baseball, cet ouvrage est mal reçu par le Journal of American History, qui publie une critique négative du sociologue David Q. Voigt, auteur d'un ouvrage sur le baseball au XIXe siècle. En guise de droit de réponse, Seymour fait parvenir au Journal of American History une critique négative de l'ouvrage de Voigt qui est publiée le mois suivant. Seymour attaque sur la méthodologie et les sources étudiées tandis que Voigt pointe la naïveté de certaines conclusions de Seymour. Ce débat méthodologique entre Seymour et Voigt s'avère fécond en posant les bases d'une recherche historique cohérente en matière de sport. Jusque-là, les écrits principalement hagiographiques émanent de journalistes sportifs n'ayant pas de méthodologie historique ou d'historiens n'ayant qu'une connaissance livresque du baseball et du sport en général. 
La médaille Seymour, créée au décès d'Harold Seymour, est attribuée chaque année au meilleur livre historique sur le baseball. Le jury du prix est placé sous l'autorité de la Society for American Baseball Research.